# 道格拉斯·斯科特·福尔科纳
道格拉斯·斯科特·福尔科纳（皇家学会会员、爱丁堡皇家学会会员，1913年3月10日—2004年2月23日），英国遗传学家，因其对数量遗传学的贡献而闻名。
福尔科纳于1960年发表著作《数量遗传学导论》（Introduction to quantitative genetics），这本书之后成为遗传学家的重要参考书籍。1996年，福尔科纳同Trudy F.C. Mackay合作发表了这一著作的最新版本。